# Herike
Herike (Nedersaksisch: Harke) is een buurtschap in de gemeente Hof van Twente) in de provincie Overijssel (Nederland). Tot 1 januari 2001 hoorde het bij de gemeente Markelo die toen opging in Hof van Twente.
Tegenwoordig wordt over de buurt ook vaak gesproken als Elsen-Herike, omdat de buurten Elsen en Herike nauw met elkaar verweven zijn.
In Herike ligt het bouwhuis van de voormalige havezate Stoevelaar uit 1744.
Op de Herikerberg is een motorcrossterrein.